# Мерій-Петкій
Мерій-Петкій (рум. Merii Petchii) — село у повіті Ілфов в Румунії. Входить до складу комуни Нуч.
Село розташоване на відстані 37 км на північний схід від Бухареста, 115 км на південний схід від Брашова.

## Населення
За даними перепису населення 2002 року у селі проживали 1077 осіб, усі — румуни. Усі жителі села рідною мовою назвали румунську.